# Cicindela schauppii
Cicindela schauppii är en skalbaggsart som beskrevs av G. Horn 1876. Cicindela schauppii ingår i släktet Cicindela och familjen jordlöpare. Inga underarter finns listade i Catalogue of Life.